# Dendromyrmex
Dendromyrmex (лат.) — подрод муравьёв подсемейства формицины в составе рода Camponotus (Formicinae, Camponotini). Шесть видов, встречающихся в Неотропике: в Центральной и Южной Америке. Мелкие (длина тела — около 5 мм) общественные насекомые коричневого и чёрного цвета; рабочие добывают корм по ночам, охотясь на различных насекомых. Некоторые вида подрода, также как и древесные муравьи-ткачи рода Oecophylla, используют шёлк, выделяемый их личинками для скрепления структур гнезда.

## Распространение
Встречаются в Центральной и Южной Америке от Гондураса до юга Бразилии. Обитатели влажных лесов, в основном сплошных равнинных лесов на высотах до 1200 м. По крайней мере, один вид (C. apicalis) населяет галерейные леса на равнинах бассейна Ориноко.
Единственный вид с широким распространением — C. (D.) chartifex, встречается от Гондураса до Бразилии и Боливии. С. nitidior и C. nidulans — сестринские виды, морфологически отделимые только по скульптуре первого тергита, и имеющие аллопатрическое распределение (Восточные Кордильеры в Колумбии их очевидный разделительный барьер), с C. nitidor на запад до Гондураса и C. nidulans на восток в бассейнах Ориноко и Амазонки. C. panamensis известен только из типового местонахождения Панамы и демонстрирует промежуточные черты между подродом Dendromyrmex и другими видами Camponotus. C. traili известен из Панамы и Южной Америки, а C. apicalis ограничен тропической Южной Америкой к востоку от Анд.

## Описание

### Строение
Мелкие муравьи коричневого и чёрного цвета (длина тела — около 5 мм). Отличаются мономорфными рабочими (каста солдат отсутствует). Голова овальная (наиболее широкая в передней трети), часто коническая кзади от глаз, редко удлиняется в виде шеи. Глаза округлые, включают около 25 омматидиев в наибольшем диаметре), очень выпуклые, расположены немного позади середины головы (в направлении задней её трети, где они сильно выделяются на боковых краях головы); оцеллии у рабочих отсутствуют. Мандибулы с шестью крупными зубцами, один из которых на вершине немного больше остальных. Лобные кили более-менее параллельны. Места прикрепления антенн удалены от заднего края клипеуса. Усики длинные, у самок и рабочих 12-члениковые. Нижнечелюстные щупики 6-члениковые, нижнегубные щупики состоят из четырёх сегментов. Скапус усика в 1,5 раза длиннее головы. Слабая средняя линия между лобными килями раздваивается перед задним краем клипеуса (иногда образуя перевернутую букву «Y»). Передний край наличника более или менее прямой или слегка выпуклый с двумя небольшими впадинами по бокам; при виде сбоку клипеус явно выпуклый.
Мезосома равномерно выпуклая, слегка прерванная хорошо очерченным промезонотальным швом и небольшим углом между мезонотальной и проподеальной поверхностями. Дорсальная и латеральная стороны мезосомы расположены почти под прямым углом друг к другу. Боковые доли переднеспинки хорошо выражены, образуют прямые углы (менее 45 °), выделяются от остальной части мезосомы и отделены от неё, по крайней мере, в дистальной половине. Промезонотальный шов имеется, хорошо заметен. Заднегрудка угловатая. Проподеум примерно в три раза длиннее своей ширины, верхняя поверхность плоская или слегка вогнутая, стороны от полуокруглых (один вид) до угловатых (другие виды). Проподеальное дыхальце яйцевидное, наклонно выступающее назад и вниз. Боковые стороны переднеспинки без скульптуры, гладкие или с несколькими небольшими продольными и рассеянными бороздкамии. Мезонотум с поперечной исчерченностью и пунктирной сеткой, продолжающейся латерально. Проподеум всегда с поперечной исчерченностью, более широко расставленной, чем на остальной части мезосомы, продолжается латерально. Первый тергит брюшка гладкий и блестящий, с очень слабой поперечной штриховкой, видимой только при большом увеличении. Голова, мезосома, петиоль и метасома с многочисленными полуотстоящими волосками переменной длины, самые длинные из которых примерно в два раза превышают максимальный диаметр глаза. Короткое опушение на челюстях, боковых сторонах мезосомы, бедрах и голенях. На петиоле короткие волоски спереди и по бокам, на макушке множество длинных волосков (от нескольких до 15), изогнутых в вершинных частях.
Основная окраска — от чёрной до тёмно-коричневой и ржаво-бурой, тело несколько темнее придатков. Ноги — от коричневых до жёлто-коричневых. Последние сегменты антенн того же цвета, что и остальная часть антенны, или более светлые. У некоторых видов преобладает чёрный или тёмно-коричневый окрас, у других представителей тело от светло-коричневого до жёлтого. Цветовые контрасты также наблюдаются на голове и переднеспинке, большая часть которых тёмная, а края имеют светлые передние области. Волосы от беловатого до сероватого оттенка, иногда с золотистым оттенком.
Стебелёк между грудкой и брюшком состоит из одного почти треугольной формы сегмента (петиоль). Дорсально петиоль разделен на переднюю и заднюю грани, разделённые острой вершиной, сбоку грани продолжаются без каких-либо углов или килей. Жало отсутствует.
Самцы Dendromyrmex крылатые, с развитыми склеритами мезосомы. Мандибулы мелкие, тонкие, длиннее своей ширины, беззубые, иногда с зазубринами на жевательном крае. Лобные кили менее развиты, чем у рабочих, мало приподняты. Глаза выпуклые, полусферические, заметно выступающие за боковые края головы. Оцеллии большие, расположены на субтреугольном небольшом участке, возвышающемся над поверхностью головы. Мезосома заметно увеличена между средними и задним тазиками. Петиоль короткий, без углового бугорка.

### Биология
Взрослые личинки Camponotus (Dendromyrmex) chartifex и Camponotus fabricii выделяют шёлк для скрепления стенок их древесных картонных муравейников. Этот шёлковый материал укрепляет слои растительных волокон, которые составляют большую часть гнёзд и вносятся рабочими. Коммунальное шелкопрядение Dendromyrmex является наиболее примитивным из всех обнаруженных и может представляют собой первый этап эволюции муравьиного ткачества, представленного родом Oecophylla, Camponotus senex и некоторыми видами Polyrhachis. Личинки Dendromyrmex (а не рабочие, как у Oecophylla, удерживающие их в своих челюстях для сшивания гнездовых материалов) совершают боковые колебательные движения, и их поведение отличается от обычного вращения кокона только ориентацией движений относительно тела. Более того, личинки часто выделяют шёлк таким образом даже без опеки со стороны рабочих. В коммунальном шелкопрядении используются личинки обоих полов — как рабочих, так и самцов.
Колонии полидомны, семьи малочисленные, гнёзда располагаются на листьях тропических деревьев, в том числе на пальмах, на высоте 1—2 м от земли. Каждая фрагментированная часть гнезда состоит из склеенных листьев, в которых проживает около 30 рабочих муравьёв. По крайней мере, по двум видам есть данные о поимке особей на гнилых бревнах на земле, что необычно для этой группы. Неясно, кормятся ли они в этих стволах или некоторые популяции могут в конечном итоге гнездиться в этом слое. За исключением встреч в гнезде или рядом с ним, рабочие не образуют плотных групп, и многие из них ловятся на поисках пищи в одиночку. В этом случае они не проявляют агрессивного поведения. Некоторые самки были пойманы ночью, привлечённые на свет.
Рабочие добывают корм по ночам и охотятся на самых разнообразных насекомых. Рабочие D. chartilex имеют необычные глазные пятна на щёках и ведут себя так, что напоминают полибиевых ос родов Metapolybia, Protopolybia, и предполагается, что они на самом деле являются бейтсовскими имитаторами этих жалящих насекомых.

## Систематика
6 видов.
Dendromyrmex впервые выделен в качестве подрода в 1895 году итальянским мирмекологом Карло Эмери для вида Formica chartifex Smith F., 1860, который позднее американский энтомолог Уилям Уилер указал в качестве типового вида подрода. Иногда Dendromyrmex рассматривался в качестве отдельного рода. Но, поскольку некоторые признаки таксона Dendromyrmex встречаются в нескольких линиях Camponotus (Tanaemyrmex, Myrmaphaenus, Myrmobrachys), его ранг подрода с 2002 года остаётся неизменным. Эти выводы были подтверждены по результатам молекулярно-генетических исследований, проведённых в 2016 году (Ward et al, 2016) и Dendromyrmex включён в состав рода Camponotus в качестве подрода.
 
- Camponotus apicalis (Mann, 1916) 
  - syn.Dendromyrmex wheeleri Donisthorpe, 1937
- Camponotus chartifex (Smith, F., 1860)
- Camponotus nidulans (Smith, F., 1860)
  - syn.Camponotus fabricii Roger, 1862
- Camponotus nitidior (Santschi, 1921)
- Camponotus panamensis Fernández, 2002[1]
- Camponotus traili Mayr, 1878 
  - syn.Camponotus madeirensis Mann, 1916